# Chris Brown (atlet)
Christopher "Chris" Brown (* 15. října 1978, Nassau) je bahamský atlet, sprinter, který se věnuje hladké čtvrtce a štafetovým běhům.
Největší úspěchy zaznamenal především ve štafetě na 4×400 metrů. Na letních olympijských hrách v Pekingu 2008 získal stříbrnou medaili, na které se dále podíleli Andretti Bain, Michael Mathieu a Andrae Williams. Má jednu zlatou, dvě stříbrné a jednu bronzovou medaili ze světových šampionátů.
Jeho největším individuálním úspěchem je zlatá medaile, kterou získal na halovém MS v katarském Dauhá v roce 2010. Na předchozích šampionátech v Moskvě 2006 a ve Valencii 2008 vybojoval bronzové medaile. Bronz získal rovněž na halovém MS 2012 v Istanbulu, na stejné akci o 2 roky později v Sopotech pak stříbro. Na olympiádě v Pekingu doběhl ve finále (400 m) na čtvrtém místě v čase 44,84 s. Bronz získal Američan David Neville, který byl o čtyři setiny rychlejší. V roce 2009 skončil na světovém šampionátu v Berlíně pátý. V témže roce doběhl druhý na světovém atletickém finále v Soluni.
V roce 2007 získal v brazilském Rio de Janeiru dvě zlaté medaile (400 m, 4×400 m) na Panamerických hrách.

## Osobní rekordy
- 400 m (hala) – 45,58 s – 8. březen 2014, Sopoty
- 400 m – 44,40 s – 6. červen 2008, Oslo